# Chronique japonaise
Chronique japonaise est un livre de Nicolas Bouvier, mêlant récits de ses trois séjours au Japon (en 1955-1956, 1964-1966 et 1970) et épisodes de l'histoire de l'archipel.
Une première version de ce texte a été publiée en 1967 sous le titre Japon. Cette version permet à Nicolas Bouvier de décrocher le Prix Rambert en 1968. 
La première édition sous le titre Chronique japonaise, publiée en 1975, modifie quelque peu le texte de Japon et ajoute à celui-ci des épisodes du séjour de 1964-1965, et une troisième version, définitive, publiée en 1989, reprend des textes écrits au cours du séjour de 1970.

## Citation
« Dans l'esprit de bien des Japonais, l'Occidental est un être troublé, plein de scories et de caillots. »

— Nicolas Bouvier